# Actinidia
Genre
Classification APG IV (2016)
Actinidia (ou actinidier dans le langage vernaculaire) est un genre de plantes à fleurs de la famille des Actinidiaceae. C'est le genre auquel appartiennent les espèces de kiwi et de kiwaï.
L'espèce de kiwi la plus connue est Actinidia deliciosa dont les fruits ont la peau duveteuse.
Il s'agit en général de lianes. On en répertorie actuellement 30 espèces. Elles sont presque toutes dioïques, notamment Actinidia deliciosa.
Un actinidier fleurit au printemps et on en récolte les kiwis en automne et en hiver.

## Étymologie

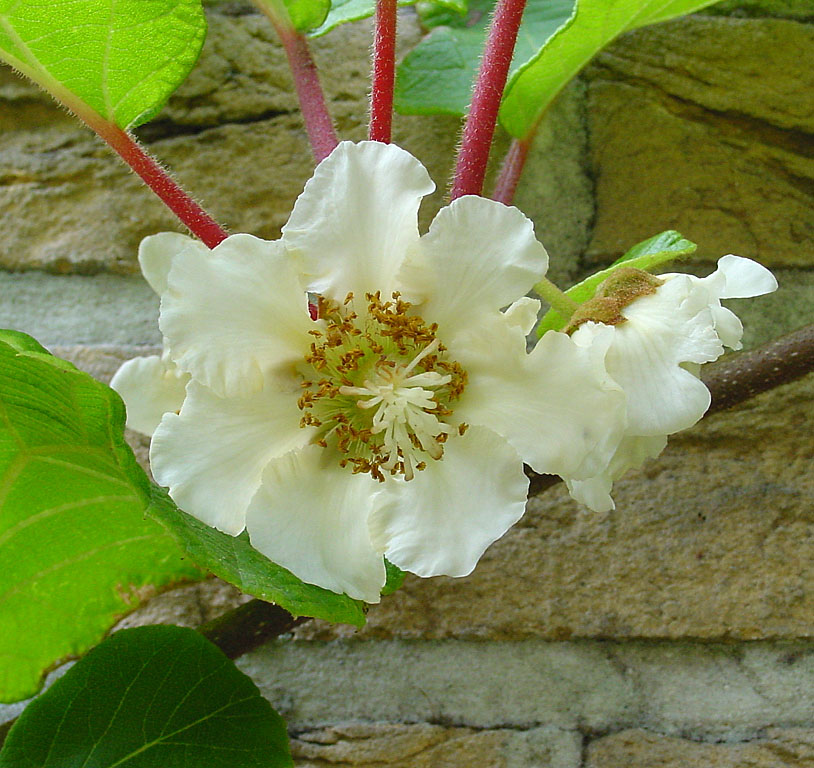
Fleur dActinidia chinensis, au centre les styles blancs.

Le nom de ce genre vient du grec ἄκτιϛ, ἄκτινοϛ, aktis, aktinos, qui signifie « rayon », en référence aux styles des fleurs femelles se déployant comme les rayons d'une roue. Le nom d'Actinidia a été donné en premier par le botaniste français Jules Émile Planchon en 1847.  Le botaniste anglais, J. Lindley, l'utilise déjà en 1836

## Espèces à fruits comestibles
Plusieurs espèces produisent des kiwis comestibles. Parmi les plus connues :
- Actinidia deliciosa dont les fruits ont la peau duveteuse.
- Actinidia chinensis dont les fruits ont la peau lisse.
- Actinidia arguta, le kiwaï ou kiwi de Sibérie (dont la variété la plus connue, dite « Issai », vient du Japon).
- Actinidia kolomikta, le kiwi arctique
- Actinidia polygama

## Liste d'espèces
Ce genre contient de nombreuses espèces, sous-espèces et variétés. De nombreux cultivars ont été également créés.
- Actinidia arguta (Siebold & Zucc.) Planch. ex Miq. - Kiwaï ou Kiwi de Sibérie
- Actinidia arisanensis Hayata
- Actinidia callosa Lindl.
- Actinidia carnosifolia C.Y.Wu
- Actinidia chengkouensis C.Yung Chang
- Actinidia chinensis Planch.
- Actinidia chrysantha C.F.Liang
- Actinidia cinerascens C.F.Liang
- Actinidia cylindrica C.F.Liang
- Actinidia deliciosa (A. Chev.) C.F.Liang & A.R.Ferguson
- Actinidia eriantha Benth.
- Actinidia ×fairchildii Rehder (Actinidia arguta × Actinidia chinensis)
- Actinidia farinosa C.F.Liang
- Actinidia fasciculoides C.F.Liang
- Actinidia fortunatii Finet & Gagnep.
- Actinidia fulvicoma Hance
- Actinidia glaucocallosa C.Y.Wu
- Actinidia glaucophylla F.Chun
- Actinidia globosa C.F.Liang
- Actinidia gracilis C.F.Liang
- Actinidia grandiflora C.F.Liang
- Actinidia hemsleyana Dunn
- Actinidia henryi Dunn
- Actinidia holotricha Finet & Gagnep.
- Actinidia hypoleuca Nakai
- Actinidia indochinensis Merr.
- Actinidia kolomikta (Maxim. & Rupr.) Maxim. - Kiwi arctique
- Actinidia laevissima C.F.Liang
- Actinidia lanceolata Dunn
- Actinidia latifolia (Gardner & Champ.) Merr.
- Actinidia leptophylla C.Y.Wu
- Actinidia liangguangensis C.F.Liang
- Actinidia macrosperma C.F.Liang
- Actinidia maloides H.L.Li
- Actinidia melanandra Franch.
- Actinidia melliana Hand.-Mazz.
- Actinidia obovata Chun ex C.F.Liang
- Actinidia pilosula (Finet & Gagnep.) Stapf ex Hand.-Mazz.
- Actinidia polygama (Siebold & Zucc.) Maxim.
- Actinidia rubricaulis Dunn
- Actinidia rubus H.Lév.
- Actinidia rudis Dunn
- Actinidia rufa (Siebold & Zucc.) Planch. ex Miq.
- Actinidia rufotricha C.Y.Wu
- Actinidia sabiifolia Dunn
- Actinidia setosa (H.L.Li) C.F.Liang & A.R.Ferguson
- Actinidia sorbifolia C.F.Liang
- Actinidia stellatopilosa C.Yung Chang
- Actinidia strigosa Hook.f. & Thomson
- Actinidia styracifolia C.F.Liang
- Actinidia suberifolia C.Y.Wu
- Actinidia tetramera Maxim.
- Actinidia trichogyna Franch.
- Actinidia ulmifolia C.F.Liang
- Actinidia umbelloides C.F.Liang
- Actinidia valvata Dunn
- Actinidia venosa Rehder
- Actinidia vitifolia C.Y.Wu